# صابون جلسرين

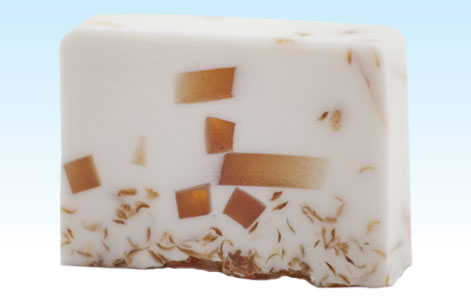

الصابون الجلسريني (بالإنجليزية: Glycerin soap)‏ هو الصابون المحتوي على الغليسرول الذي هو أحد مكونات الزيت والدهن. لا يتم إزالة الجلسرين الناتج من عملية التصبن أثناء صناعة الصابون الجلسريني.
الصابون الجلسريني مختلف بشكل ملحوظ عن غيره من الصابون لأنه شفاف. ترجع هذه الشفافية إلى محاذاة جزيئات الصابون بعضها البعض، والتي يمكن تحفيزها من خلال إضافة الكحول والسكر. ويتم ذلك عادة في صابون الجليسرين المصنوع في المنزل. 